# Ensanche Centro de Málaga
El Ensanche Centro, también conocido como Ensanche Heredia, es un barrio del distrito Centro de la ciudad de Málaga (España).
A diferencia de otros ensanches de poblaciones españolas, el de Málaga no siguió las pautas marcadas por Ildefonso Cerdá en el Ensanche de Barcelona, sino que se trata de la ocupación del terreno con un trazado ortogonal, más próximo a los principios del urbanismo de la Ilustración.
El de Heredia es el único ensanche propiamente dicho de la ciudad. Dentro del barrio se encuentra la zona conocida como el Soho de Málaga.  

## Situación
Está situado entre el centro histórico y el puerto, en un terreno llano de forma triangular, ganado al mar durante el siglo XIX, a raíz de la ampliación del puerto. Queda delimitado al norte por la Alameda Principal; al oeste, por el río Guadalmedina que lo separa del barrio de El Perchel; al sur, por la Avenida de Manuel Agustín Heredia donde se sitúa el trazado de la N-340; y al este, por la Plaza de la Marina, si bien el Parque de Málaga, situado al este de esta plaza, también se incluye dentro del barrio del Ensanche, según la delimitación oficial del Ayuntamiento de Málaga.

## Historia
El segundo tercio del siglo XIX fue una época de gran prosperidad económica para Málaga, debido al auge del comercio y la agricultura y sobre todo al importante desarrollo de los sectores siderúrgico y textil, que situarían a la ciudad entre los principales centros industriales del país. La expansión económica y la consecuente expansión demográfica y de las infraestructuras de transporte, tendrían un impacto significativo en la morfología urbana de la ciudad. 
Durante el último tercio del siglo XIX, la economía entra en un período de crisis, pero sin embargo los efectivos demográficos no dejarían de aumentar, provocando un serio problema de hacinamiento en la ciudad. Así, de 89.450 habitantes con que contaba la ciudad en 1870, se pasó a 115.882 en 1877 y a 134.016 en 1887.
Hacia 1873 se crearon las Juntas de Obras de Puertos y en 1876 Rafael Yagüe proyectó el nuevo Puerto de Málaga, cuyas obras de ampliación finalizarían en 1897, quedando así delimitado el sector del Ensanche Heredia. Anteriormente, en 1861 se aprobó el primer Plan de Ensanche de Málaga, del arquitecto José Moreno Monroy y en 1892 otro plan de Emilio de la Cerda o José María de Sancha, pero ninguno se ejecutaría durante el siglo XIX, por lo que no sería hasta 1929 cuando se redacta el Plan de Ensanche de Málaga de Daniel Rubio, que daría su forma definitiva al Ensanche Heredia.
Desde comienzos del siglo XXI, buena parte del Ensanche integra el Soho Málaga dentro de sus límites.

## Edificios y lugares destacados

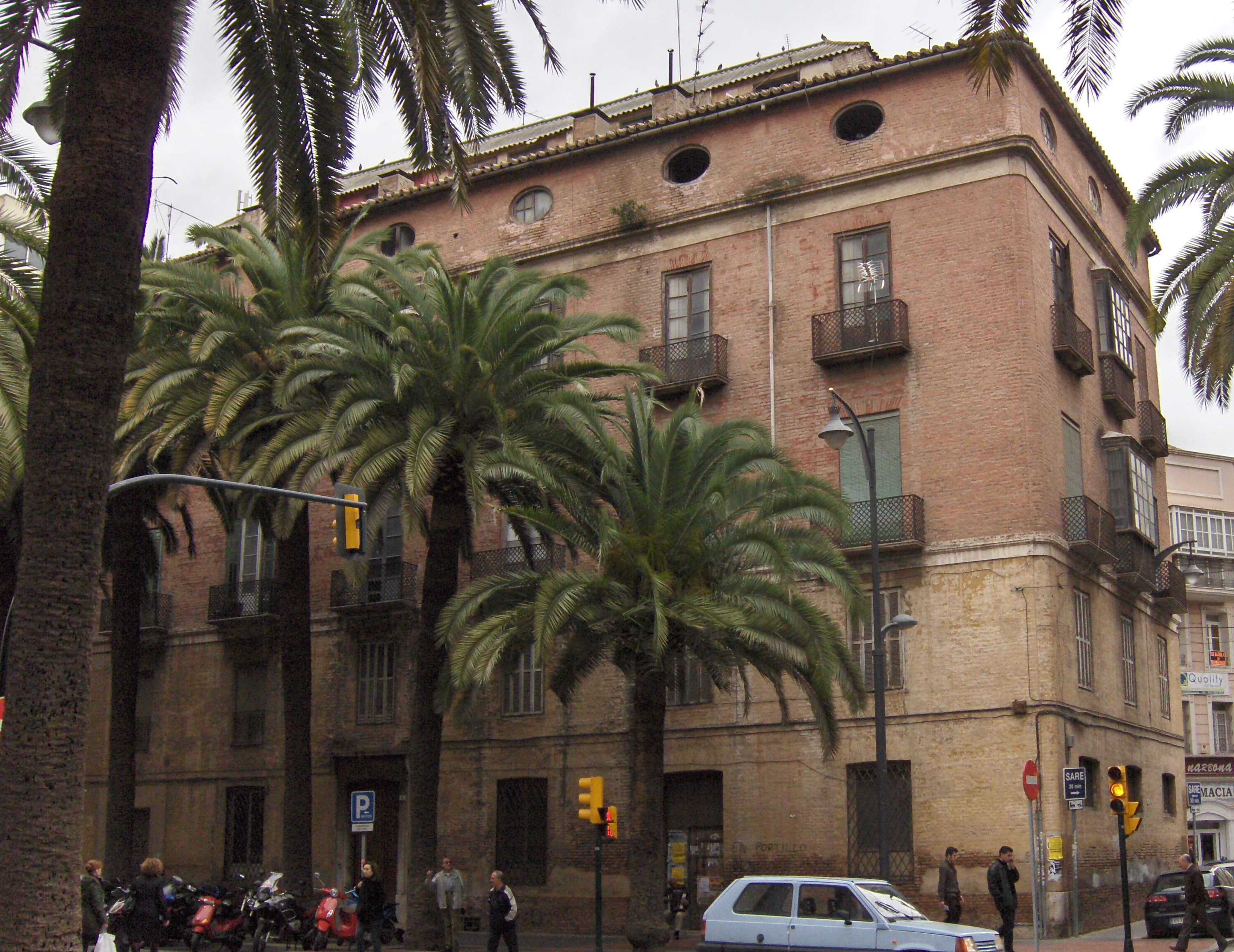
Edificio decimonónico en la Alameda de Colón.

- Centro de Arte Contemporáneo de Málaga.
- Edificio de La Equitativa.
- Teatro Alameda.
- Jardines de Alfonso Canales.
- Estación de Muelle Heredia.
- Iglesia de Stella Maris.
- Palacio de Trinidad Grund.
- Soho Málaga.

## Transporte
Debido a la céntrica situación del barrio, todas las redes de transporte público de Málaga (metro, cercanías y autobuses urbanos e interurbanos) pasan dentro de sus límites, cuando no son origen o término. Respecto a los autobuses urbanos, las siguientes líneas de la EMT conectan el barrio con las restantes zonas de la ciudad: 
| Líneas de la EMT con parada en Ensanche Centro | Líneas de la EMT con parada en Ensanche Centro                 | Líneas de la EMT con parada en Ensanche Centro                                                              | Líneas de la EMT con parada en Ensanche Centro |
| Línea                                          | Trayecto                                                       | Recorrido                                                                                                   | Frecuencia                                     |
| ---------------------------------------------- | -------------------------------------------------------------- | --- | ---------------------------------------------- |
| C1                                             | Circular 1                                                     | Recorrido                                                                                                   | 12 minutos                                     |
| C2                                             | Circular 2                                                     | Recorrido                                                                                                   | 11-12 minutos                                  |
| 1                                              | Parque del Sur - Avda. Europa (San Andrés)                     | Recorrido                                                                                                   | 8-9 minutos                                    |
| 2                                              | Alameda Principal - Ciudad Jardín (San José)                   | Recorrido                                                                                                   | 10-11 minutos                                  |
| 3                                              | Puerta Blanca - El Palo (C. Olías) \|\|Recorrido\|\| 8 minutos | |                                                |
| 4                                              | Paseo del Parque - Cortijo Alto (Ciudad de Justicia)           | Recorrido                                                                                                   | 11-12 minutos                                  |
| 5                                              | Alameda Ppal - Guadalmar                                       | Recorrido                                                                                                   | 50 minutos                                     |
| 7                                              | Parque Litoral - Carlinda                                      | Recorrido                                                                                                   | 10-11 minutos                                  |
| 8                                              | El Palo (P. Virginia) - Hospital Clínico                       | Recorrido                                                                                                   | 13 minutos                                     |
| 9                                              | Alameda Principal - Churriana (DIRECTO MA-21)                  | Recorrido                                                                                                   | 25-30 minutos                                  |
| 10                                             | Alameda Principal - Churriana                                  | Recorrido                                                                                                   | 25-30 minutos                                  |
| 11                                             | Universidad - El Palo                                          | Recorrido                                                                                                   | 8 minutos                                      |
| 14                                             | Paseo de la Farola - Teatinos                                  | Recorrido                                                                                                   | 11 minutos                                     |
| 17                                             | Alameda Principal - La Palma                                   | Recorrido                                                                                                   | 10 minutos                                     |
| 19                                             | Paseo del Parque - Campanillas                                 | Recorrido                                                                                                   | 10 minutos (15-17 en época no lectiva)         |
| 20                                             | Alegría de la Huerta - Los Prados                              | Recorrido                                                                                                   | 15 minutos                                     |
| 21                                             | Paseo del Parque - Puerto de la Torre                          | Recorrido                                                                                                   | 12 minutos                                     |
| 23                                             | Paseo del Parque - Parque Cementerio                           | Recorrido                                                                                                   | 25-30 minutos                                  |
| 25                                             | Paseo del Parque - Santa Rosalía (Campanillas)                 | Recorrido                                                                                                   | 13-17 minutos                                  |
| 27                                             | Avenida M. A. Heredia - Polígono I. Guadalhorce                | Recorrido                                                                                                   | 70-80 minutos                                  |
| 30                                             | Alameda Principal - Mangas Verdes                              | Recorrido                                                                                                   | 45-50 minutos                                  |
| 31                                             | Paseo del Parque - Palacio de Deportes                         | Recorrido                                                                                                   | 18-25 minutos                                  |
| 32                                             | Avda Andalucía - El Limonar                                    | Recorrido                                                                                                   | 16-18 minutos                                  |
| 33                                             | Avda Andalucía - Cerrado de Calderón                           | Recorrido                                                                                                   | 25-35 minutos                                  |
| 34                                             | Avda Andalucía - Pedregalejo (Bda. La Mosca)                   | Recorrido                                                                                                   | 30-35 minutos                                  |
| 35                                             | Avda Andalucía - Gibralfaro                                    | Recorrido                                                                                                   | 40-50 minutos                                  |
| 36                                             | Avda de Andalucía - Conde de Ureña (Centro Histórico)          | Recorrido                                                                                                   | 60 minutos                                     |
| 37                                             | Avda Andalucía - Altamira/Monte Dorado                         | Recorrido                                                                                                   | 25-30 minutos                                  |
| 38                                             | Paseo del Parque - Granja Suárez                               | Recorrido                                                                                                   | 20-25 minutos                                  |
| 40                                             | Paseo de la Farola - Sacaba Beach                              | Recorrido                                                                                                   | 15 minutos                                     |
| A                                              | Paseo del Parque - Aeropuerto                                  | Recorrido                                                                                                   | 30-35 minutos                                  |
| E                                              | Paseo del Parque - Parque Tecnológico                          | Recorrido (enlace roto disponible en Internet Archive; véase el historial, la primera versión y la última). | 6 salidas                                      |
| 61                                             | Alameda Principal - Jardín Botánico La Concepción              | Recorrido                                                                                                   | 60 minutos (Fines de semana y festivos)        |
| N1                                             | Puerta Blanca - El Palo                                        | Recorrido                                                                                                   | 25 minutos                                     |
| N2                                             | Plaza de la Marina - Circular                                  | Recorrido                                                                                                   | 50-55 minutos                                  |
| N3                                             | Paseo del Parque - Campanillas                                 | |                                                |
| N4                                             | Paseo del Parque - Puerto de la Torre                          | Recorrido                                                                                                   | 23.30, 1.00 (Alameda) 0.15 (Pto. Torre)        |